# Percy Kilbride
Percy W. Kilbride (16 de julio de 1888 - 11 de diciembre de 1964) fue un actor de carácter cinematográfico estadounidense. Fue característica de su carrera la interpretación de personajes rústicos y aldeanos, destacando su papel de Pa Kettle en los filmes de la serie Ma and Pa Kettle.

## Biografía
Nacido en San Francisco (California), era hijo de inmigrantes irlandeses. Kilbride se inició en el teatro a los doce años de edad, llegando finalmente a actuar en Broadway. 
Su debut en el cine llegó con el papel de "Jakey" en el film de Carole Lombard White Woman (1933). Dejó de trabajar en Broadway en 1942, y en 1944 trabajó en la película The Southerner, de Jean Renoir.
En 1947 él y Marjorie Main interpretaron los papeles de Ma y Pa Kettle en The Egg and I, film protagonizado por Fred MacMurray y Claudette Colbert. A esta película siguió una serie de títulos protagonizados por Ma y Pa Kettle, con Kilbride y Main interpretando a los personajes principales, aunque el actor también tomaba parte de otros proyectos cinematográficos. El último trabajo de Kilbride fue Ma and Pa Kettle at Waikiki en 1955.
Kilbride y Ralf Belmont, un amigo actor, fueron atropellados por un coche mientras caminaban cerca de su domicilio en Hollywood. Belmont falleció instantáneamente, y Kilbride murió varios días después como consecuencia de un traumatismo craneal. Tenía 76 años. Fue enterrado en el Cementerio Golden Gate Nation Veteran en San Bruno (California).